# Temnoplectron boucomonti
Temnoplectron boucomonti là một loài bọ cánh cứng trong họ Bọ hung (Scarabaeidae).